# Jonathan Keating
Jonathan Peter Keating, também conhecido como Jon Keating (20 de setembro de 1963), é um matemático britânico. É professor da Universidade de Bristol.
É membro da Royal Society desde 2009. Em 2010 recebeu o Prêmio Fröhlich da London Mathematical Society.

## Obras
- Editor com Igor Lerner, David Khmelnitskii Supersymmetry and trace formulae: chaos and disorder, Kluwer 1999 (e com Berry H=xp and the Riemann zeros, p. 355-367)
- com Berry The Riemann zeros and eigenvalue asymptotics, SIAM Review, Volume 41, 1999, p. 236-266
- com Snaith Random matrix theory and {\displaystyle \zeta (1/2+it)}, Communications in Mathematical Physics, Volume 214, 2000, p. 57 - 89, Online
- com Snaith Random matrix theory and L-functions at {\displaystyle s=1/2}, Communications in Mathematical Physics, Volume 214, 2000, p. 91 - 110
- com Snaith Random matrices and L-functions, Journal of Physics A, Volume 36, 2003, p. 2859 - 2881
- com J. Brian Conrey, David W. Farmer, M.O. Rubinstein, Snaith Integral moments of L-functions, Proceedings of the London Mathematical Society, Volume 91, 2005, p. 33 - 104, Arxiv
- com Eugene Bogomolny Gutzwiller´s trace formula and spectral statistics: beyond the diagonal approximation, Phys. Rev. Lett., Volume 77, 1996, p. 1472-1475
- com Bogomolny Random matrix theory and the Riemann zeros, Teil 1,2, Nonlinearity, Volume 8, 1995, 1115-1131, Parte 2, Nonlinearity, Volume 9, 1996, p. 911-935